# بخش کوچصفهان
بخش کوچصفهان یکی از بخش‌های شهرستان رشت در استان گیلان در شمال ایران است.
کوچصفهان یکی از ولایات قدیمی گیلان به‌شمار می‌آید که به استناد کتاب «نزهت‌القلوب» به فرمان اردشیر بابکان مؤسس سلسله ساسانیان بنا شده است. این شهر در گذشته دور به نام‌های بهمش، بهمنش، کوچ‌خان و کوچستان نامیده می‌شده است.
تاریخ کوچصفهان با توجه به این که حدود ۱۷۳۰ سال قدمت دارد متأثر از تاریخ گیلان است. با مطالعه تاریخ دوران ملوک‌الطوایفی گیلان، معلوم می‌شود که کوچصفهان موقعیت نظامی ویژه‌ای در گیلان «بیه‌پس» داشته و از این جهت مورد حمله مغول قرار گرفته است.
الجایتو سلطان در یازدهم ذیحجه سال ۷۰۶ هجری قمری به این منطقه حمله کرد و خرابی زیادی به بار آورد، که این خرابی به موقعیت تجاری و اقتصادی کوچصفهان لطمه زد ولی پس از مدتی این شهر توانست اهمیت نظامی و تجاری خود را بازیابد و در سال ۸۸۱ هجری قمری مرکز سپاه گیلان «بیه‌پس» شود.
در تقسیمات کشوری سال ۱۳۱۶ کوچصفهان بخشی از شهرستان رشت به‌شمار آمد.

## تاریخ کوچصفهان
میر ظهیرالدین ترکیب این نام را از دو جزء «کوچک» و «اصفهان» می‌داند. در زمان عبدالفتاح فومنی گوراب جور جزء خاک کوچصفهان بوده است. از کوچصفهان قدیم و محل آن اطلاعی که داریم این است که فعلاً نزدیک بازار کوچصفهان کنونی محلی به نام «کهنه کوچصفهان» معروف است که می‌گویند، دهکدهٔ بزرگی بوده، سربازان و جنگجویان کوچصفهان از سایر لشکریان بیه پس بهتر و بالاتر بودحمدالله مستوفی مؤلف کتاب نزهه القلوب که در سال ۷۳۰ هجری قمری تألیف یافته است. کوچصفهان را از ساخته‌های اردشیر بابکان دانسته است، وی می‌نویسد: «از شهرستان‌های معروف گیلان می‌توان اسفهبد، رشت، تولم، شفت، گسکر، کوچصفهان، کوتم، تیمجان، نسیر و لاهیجان را نام برد که همگی از اقلیم چهارم و بر کنار دریای خزر واقع شده‌اند [۳]
خاندان سنی مذهب اسمعیل‌وند در کوچصفهان حکومت می‌کرد و مناطق لشت نشا و خشک بیجار و قسمت شمال شرقی منطقهٔ فعلی موازی را شامل می‌گردید. در زمان فتح گیلان توسط اولجاتیو از جانب قوای مغول غارت شد تا این که فرمانروای آن سالوک که به خاطر شجاعتش به این نام معروف شده بود، مجبور گردید انقیاد و فرمانبرداری خود را اعلام دارد.
آخرین فرمانروای کوچصفهان که از خاندان اسمعیل وند بود، امیره مسعود پسر نوع پاشا پسر سالوک بود که پدرش در سال ۷۶۸ هجری قمری (برابر با ۷–۱۳۶۶ میلادی) درگذشت و خود وی نیز اندکی بعد به وسیلهٔ سیدعلی کیا از متصرفات خویش بیرون رانده شد. آنگاه کوچصفهان زیر سلطهٔ سادات لاهیجان قرار گرفت و بعداً عامل عمدهٔ کشمکش‌های میان فرمانروایان فومن لاهیجان گردید [۴]
(امیره اسحق] حاکم فومن [به علت شافعی بودن اهالی، این سرزمین را جزء خاک بیه پس می‌دانست، جنگ‌های زیادی در محل کدوبن میان لشکریان بیه‌پس و بیه پیش بر سر اراضی کوچصفهان روی داد. در سال ۹۴۵ هـ.ق، خان احمدخان لاهیجی کوچصفهان را جزء خاک بیه پیش آورد. این عمل دیری نپایید زیرا شاه تهماسب او را دستگیر کرد و ابتدا در قلعهٔ قهقهه و سپس در قلعه اصطخر پارس زندانی کرد. اواخر ه‌اند. عبدالفتاح فومنی در بیان وقایع سال ۹۴۲ هـ.ق می‌نویسد:
«لتأم و سپاهی کوچصفهان بر تمامی سپاه و لتأم الکای بیه پس بر حسب شوکت و استطاعت تفوق در جهان دارد [۵]
مکنزی در سفرنامهٔ شمال (۱۸۵۸ میلادی) بلوک کوچصفهان را شامل هفت محله می‌داند که محصول ابریشم آن در سال حدود هزار من شاهی است.
مطابق با منابع تاریخی می‌توان مدعی شد که پیدایش این شهر به دوره ساسانیان مربوط می‌باشد. یکی از دلایلی که این اسم را برایش در نظر گرفتند این است که در دوره صفویه پایتخت ایران اصفهان بود و از آنجایی که شهر کوچصفهان در وضعیت مأموریتی مانند آن بود، این اسم که ترکیبی از «کوچه» و «اصفهان» است را برایش در نظر گرفتند.
«کوچه» در زبان محلی به معنی کوچک است و در کل معنی این شهرستان یعنی اصفهان کوچک می‌باشد. زمانی که رضاشاه به گیلان لشکرکشی کرد، کوچصفهان یکی از مناطقی بود که سپاه او در آنجا اردو زد.

## معاصر[ویرایش]
کوچصفهان در زمان لشکرکشی رضاشاه به گیلان یکی از مناطقی بود که سپاه او در آن جا اردو زد. این شهر بعداز انقلاب اسلامی در چند دهه اخیر رشد چشمگیری یافت، کمربندی و طرح جامع شهری ابعاد شهر را گسترش داد، فضای سبز، ساختمان‌های جدید، گسترش شبکهٔ راه‌ها دورنمای خوبی را در پیش روی این شهر نهاد. تأسیس برخی از شرکت‌ها و کارخانجات تولیدی و جذب بخشی از نیروهای کار در منطقه سبب توسعه و پیشرفت منطقه گردید.

## جنگل و درختان
منطقه سرسبز کوچصفهان پوشیده از سبزه، خزه، درختچه و درختان انبوه است. درختان این ناحیه عبارتند از:
توسکا، ازگیل، گردو، آلو، آزاد، انار، انجیر، صنوبر، به، پلت، کاج، توت، گلابی وحشی، سیب، شاه بلوط، تمشک، بید، افرا، گیلاس و …

## جانداران
حیوانات این منطقه عبارتند از:
- چهارپایان اهلی:گاو، اسب، گوسفند، میش، سگ، گربه و گاومیش و نوعی موش سینه سفید که نسبتاً دراز اندام و ظریف است که به محلی به ان گنج بانو گویند و معروف است که در اطراف دفینه‌ها لانه می‌کند.
- پرندگان اهلی:مرغ، اردک، غاز، بوقلمون
- پرندگان دیگر:قوش (الغ)، باز، بلبل، قرقاول (تورنگ)، توکا، تولک، تیهو، جغد، قدجقه (جینجیره)، چارخو، چوب پا (نوعی اردک)، چنگر، گنجشک (چیشنک یا چی چی نی)، پرستو (حاج جاجی)، خوتکا، دارکوب، خوبوسه (نوعی بلبل)، درنا، دم جنبانک (دم بلاسکونه)، بلدرچین، سار، سرت، راب ایشکن (نوعی بلدرچین)، سبزقبا (یاکریم)، کلاغ (سیا کلاچ)، شاهین، سینه سرخ، قره قوش، غاز وحشی (شلخت)، شانه به سر، قرقی (واشک)، زاغچه (کشکرت)، کبوتر، گپر، هفت رنگ، زلوزن و…
- خزندگان:لاک پشت، خرچنگ، زالو، مارمولک، سوسمار، مار

## تقسیمات کشوری
بخش کوچصفهان
- دهستان‌ها شامل دهستان بلسبنه b∂l∂sb∂n∂ به مرکزیت روستای بلسبنه
- دهستان کنارسر k∂nâr.s∂r به مرکزیت روستای کنارسر.

شهرها:
کوچصفهان
بزرگ‌ترین بخش شهرستان رشت می‌باشد. شهر دیگر لولمان نام دارد

## موقعیت جغرافیایی
کوچصفهان در مسیر جاده‌کناره واقع است و راه رشت ـ رامسر از مرکز آن می‌گذرد. علاوه بر مرکز کوچصفهان بعضی از قرای تابع این بخش نیز با توجه به قرار گرفتن در مسیر جاده از موقعیت ارتباطی مناسبی برخوردارند.
این بخش از شمال به بخش لشت نشاء زیباکنار، خشکبیجار و خمام محدود است. از جنوب به سنگر، دیلمان و به بخش مرکزی لاهیجان، از شرق به بخش مرکزی آستانه اشرفیه وسپیدرود از غرب به بخش مرکزی رشت محدود است، بدین ترتیب کوچصفهان بر سر چهار راه اصلی و فرعی قرار گرفته است [۶]

## اقتصاد
در کوچصفهان کشاورزی اساس و زیربنای تمامی امور است. ۸۰درصد جمعیت این شهر ساکن روستاها هستند و زندگی آن‌ها رابطه مستقیمی با بخش کشاورزی دارد و ۲۰درصد بقیه هم که ساکن شهر هستند بیشتر به مشاغل بازرگانی مشغولند و امرارمعاش آنان هم بستگی به اوضاع کشاورزی این بخش دارد؛ لذا کشاورزی اساس و زیربنای اقتصاد کوچصفهان است،

## تولیدات کشاورزی
در کوچصفهان بسیاری از محصولات کشاورزی تولید می‌شود که مهم‌ترین آن برنج است و در تمامی روستاهای کوچصفهان کشت می‌شود. برنج‌هایی که در کوچصفهان کشت می‌شود از نوع صدری، هاشمی، بینام و خزر است که در اقصی‌نقاط کشور بازار دارد.
گوجه سبز و تخمه آفتاب گردان ، ازگیل ،پرتقال، ازگیل ژاپنی ،بالنگ ، گردو، نارنگی ،آلو، تمشک سیاه، انار، انجیر، به، توت، گلابی وحشی، خرمالو، سیب، شاه بلوط، تمشک ،زرشک، گیلاس ،نارنج از مرکبات معروف این منطقه هستند که در بازار دیگر شهرهای گیلان به فروش می‌رسد. کاشت سبزی در روستاهای کوچصفهان معمول است.
تولید نهال صنوبر و درخت صنوبر نیز در این منطقه رواج دارد
نخود، لوبیا و باقلا، از حبوب مهمی هستند که در کوچصفهان کشت می‌شوند و از انواع سبزی‌های می‌توان به کاهو، اسفناج، سیر، پیاز، هویج، گوجه‌فرنگی، تره، جعفری و فلفل اشاره کرد که از این میان پیاز، سیر و گوجه‌فرنگی اهمیت بیشتری دارند. در این منطقه پرورش کرم ابریشم سابقه طولانی دارد، در گذشته کوچصفهان یکی از مراکز مهم پرورش کرم ابریشم گیلان بوده است.
از دوره صفویه که پرورش کرم ابریشم در ایران به علت بروز بیماری ویژه کرم ابریشم (پیرین) و بی‌توجهی مردم و حکمرانان وقت به تدریج رو به افول گذاشت، پرورش کرم ابریشم در این بخش نیز از رونق افتاد تا اینکه در سال‌های اخیر توجه به آن فزونی گرفت.
گویند کوچصفهان از زمان صفویه به این نام خوانده شد و علت اصلی آن حاصلخیزی این منطقه بود که به اصفهان کوچک (در آن زمان پایتخت ایران بود) یا کوچک اصفهان ملقب شد. به علت اینکه کوچک به لهجه محلی کوچ گفته می‌شود، اینجا را کوچ اصفهان نامیده‌اند.

## آب و هوا
هوای کوچصفهان از نوع هوای معتدل مدیترانه‌ای همراه با نم و رطوبت است، اختلاف درجه حرارت روز و شب در تابستان و زمستان زیاد نیست و اعتدال هوا به قولی در خلق و خوی نرمش‌پذیر و آرام مردم مهربان این منطقه تأثیری نیکو دارد.
در کوچصفهان زمستان بارانی تر از تابستان است. این منطقه به وسیله Köppen and Geiger به Csa طبقه‌بندی شده است در کوچصفهان میانگین سالانه دما ۱۵٫۸ سانتی گراد است. در سال میانگین میزان بارش به ۱۳۱۴ میلی‌متر می‌رسد.
آب و هوا در کوچصفهان سرد نیست و عموماً گرم و معتدل است. میزان بارندگی در کوچصفهان حتی در خشک‌ترین ماه سال نیز زیاد است. برطبق سامانهٔ طبقه‌بندی اقلیمی کوپن، آب و هوا بر اساس Cfa طبقه‌بندی می‌شود. در رشت میانگین سالانه دما ۱۵٫۸ سانتی گراد است. میزان بارش سالانه در حدود ۱۳۵۹ میلی‌متر است.
در جولای میزان بارش در کمترین حد خود قرار دارد که میانگین آن ۴۱ میلی‌متر است. بیشترین میزان بارش در اکتبر رخ می‌دهد که میانگین آن ۲۳۶ میلی‌متر است.
با دمای میانگین ۲۴٫۷ درجه ساانتی گراد، آگوست گرم‌ترین ماه سال است. کمترین میانگین دما در سال در فوریه است که در حدود ۷٫۱ درجه سانتی گراد است.

## جدول آب و هوا کوچصفهان
|                               | January | February | March | April | May  | June | July | August | September | October | November | December |
| ----------------------------- | ------- | -------- | ----- | ----- | ---- | ---- | ---- | ------ | --------- | ------- | -------- | -------- |
| Avg. Temperature (°C)         | ۷٫۲     | ۷٫۱      | ۹٫۲   | ۱۳٫۵  | ۱۹٫۱ | ۲۲٫۴ | ۲۴٫۶ | ۲۴٫۷   | ۲۱٫۸      | ۱۷٫۷    | ۱۳       | ۹٫۱      |
| Min. Temperature (°C)         | ۲٫۸     | ۲٫۹      | ۵٫۶   | ۹٫۲   | ۱۴٫۱ | ۱۷٫۳ | ۱۹٫۶ | ۱۹٫۷   | ۱۷٫۲      | ۱۳٫۴    | ۸٫۴      | ۴٫۵      |
| Max. Temperature (°C)         | ۱۱٫۶    | ۱۱٫۴     | ۱۲٫۹  | ۱۷٫۸  | ۲۴٫۱ | ۲۷٫۶ | ۲۹٫۷ | ۲۹٫۸   | ۲۶٫۴      | ۲۲      | ۱۷٫۶     | ۱۳٫۸     |
| Avg. Temperature (°F)         | ۴۵٫۰    | ۴۴٫۸     | ۴۸٫۶  | ۵۶٫۳  | ۶۶٫۴ | ۷۲٫۳ | ۷۶٫۳ | ۷۶٫۵   | ۷۱٫۲      | ۶۳٫۹    | ۵۵٫۴     | ۴۸٫۴     |
| Min. Temperature (°F)         | ۳۷٫۰    | ۳۷٫۲     | ۴۲٫۱  | ۴۸٫۶  | ۵۷٫۴ | ۶۳٫۱ | ۶۷٫۳ | ۶۷٫۵   | ۶۳٫۰      | ۵۶٫۱    | ۴۷٫۱     | ۴۰٫۱     |
| Max. Temperature (°F)         | ۵۲٫۹    | ۵۲٫۵     | ۵۵٫۲  | ۶۴٫۰  | ۷۵٫۴ | ۸۱٫۷ | ۸۵٫۵ | ۸۵٫۶   | ۷۹٫۵      | ۷۱٫۶    | ۶۳٫۷     | ۵۶٫۸     |
| Precipitation / Rainfall (mm) | ۱۳۶     | ۱۰۷      | ۱۱۲   | ۷۲    | ۴۴   | ۴۵   | ۴۱   | ۷۳     | ۱۷۲       | ۲۳۶     | ۱۷۱      | ۱۵۰      |

بین خشک‌ترین و مرطوب‌ترین ماه سال، تفاوت میزان بارش ۱۹۵ میلی‌متر است. تغییر در دما در طول سال به میزان ۱۷٫۶ درجه سانتی گراد است.[۷]

## جاذبه‌های گردشگری
پل تاریخی مورغانه پورد (که به معنای پل تخم‌مرغی) در روستای لاله دشت در خیابان شهید رحیم‌زاده از توابع دهستان بلسبنه کوچصفهان بر روی نهر نورود، در نزدیکی جاده امروزی رشت – لاهیجان واقع گردیده و ظاهراً از آثار دوره صفویه یا قاجاریه است. طول پل با احتساب دنباله آن در کنار روخانه ۳۶ متر، عرض آن (با احتساب جان پناه‌ها) ۴ متر و حداکثر ارتفاع آن تا سطح آب حدود ۴۰/۵ متر است [۸]
همچنین پل خشتی پل گیشه دمرده - عروس مرده- در روستای جیرسرا دهستان بلسبنه همانند نامش عروسی باستانی از دوران قاجار می‌باشد [۹]
حمام قدیمی از دوره قاجاریه این بنا در روستای بالا محله رشت آباد می‌باشد [۱۰]
- امامزاده سیدقاسم چولاب

امامزاده سیدقاسم در روستای چولاب از توابع بخش کوچصفهان شهرستان رشت است، و در کیلومتر ۲۲ بزرگراه رشت به لاهیجان واقع است. روستای چولاب حدود ۶ کیلومتر با شهر آستانه اشرفیه و ۷ کیلومتر با شهر کوچصفهان فاصله دارد.
بقعه سید غریب، که در گویش محلی به غریب بقعه معروف است از دگر مناطق گردشگری لولمان در بخش کوچصفهان می‌باشد.
از جاذبه‌های طبیعی گردشگری کوچصفهان می‌توان به منطقه ای که «لات» معروف است اشاره کرد. لات در گویش محلی به معنای ساحل رودخانه می‌باشد. این منطقه به واسطه گذر رود سپیدرود دارای جذابیت و زیبائی خاصی است. هرچند که به دلیل بعضی از مشکلات از جمله عدم مدیریت صحیح و عدم تخصیص بودجه لازم این منطقه به صورت طبیعی رها گردیده ولی منطقه زیبائی است که در صورت رسیدگی صحیح می‌تواند به یکی از قطبهای گردشگری تبدیل گردد. سفیدرود از این منطقه می‌گذرد و منطقه لولمان را از روستاهای دهستان چهارده جدا می‌کند و تنها راه ارتباطی بین دهستان چهارده و لولمان پل الزهرا می‌باشد خود این پل و آن منطقه ای که پل قرار دارد نیز داری طبیعت بسیار زیبا و گردشگر پذیر می‌باشد.

## جمعیت
بنابر سرشماری مرکز آمار ایران، جمعیت بخش کوچصفهان شهرستان رشت در سال ۱۳۸۵ برابر با ۴۹۳۳۳ نفر بوده است.[۱۲]

## گروهایی قومی
بخش کوچصفهان گیلک‌نشین هستند. گیلک‌ها از اقوام باستانی گیلان بوده‌اند که در مناطق جلگه‌ای مستقر بوده‌اند. اما در کنار گیلک‌ها معدودی از مهاجران مانند کردهای تبعیدی نیز ساکن اند که در روستای پشکه زندگی می‌کنند.

## زبان
مردم کوچصفهان گیلک هستند و به لهجه بیه پسی (خۊرخۊسی) از زبان گیلکی سخن می‌گویند.

## اقتصاد
اقتصاد منطقهٔ کوچصفهان برکشاورزی استوار است، در کنار کشاورزی دام‌داری و پرورش طیور و نوغانداری نیز رایج است. گروه‌های شغلی زیر در منطقه فعالیت دارند: کشاورز، نوغان دار، دام‌دار، علاف، بزاز، خراز، چان چوکش، بازارمج، چوب‌دار، قصاب، قهوه‌چی، سلمانی. فرزندان در گذشته مشاغل پدران خود را انتخاب می‌کردند، اما در چند دهه اخیر به دلیل رشد جمعیت، تحصیلات ساکنان و … جوانان تحصیل کرده اغلب از منطقه مهاجرت می‌کنند و برای انتخاب شغل مناسب به شهر رشت یا شهر تهران و شهرهای بزرگ دیگر مهاجرت می‌کنند.

## بازار هفتگی
یکشنبه‌بازار و چهارشنبه بازار، در کوچصفهان بازار هفتگی هست بازارهای محلی یا همان بازارهای هفتگی در گیلان از دیر باز به‌طور منظم و مستمر با تنوع محصولات کشاورزی، دامداری و آبزی پروری، صنعتی، پوشاک و نساجی متناسب با فصول مختلف سال در شهرهای بزرگ و کوچک و حتی روستاهای بزرگ و مهم استان برپا می‌شوند.
بازار هفتگی جدای از عملکرد اقتصادی نقش‌های بسیار مهم اجتماعی نیز داشته و کشاورزان و دامداران و کسبه دوره‌گرد در این بازارها به ارائه محصولات تولیدی خود می‌پردازند.
تنوع رنگ و سرزندگی این بازارها که با صدای «کارنوای» فروشندگان در هم می‌آمیزد، این بازارها را به یکی از جاذبه‌های گردشگری گیلان تبدیل کرده است.[۱۳]

## بازار مال فروشان
یکی از مهم‌ترین بازارهای کوچصفهان، بازار بزرگ فروش دام است که بازار مال فروشان کوچصفهان نامیده می‌شود. این بازار که بزرگ‌ترین بازار فروش گاو و گوسفند در شمال کشور است سبب گردیده که در روزهای برپایی بازار، مشتریانی از شهرها و حتی سایر استان‌های کشور جهت خرید دام به این شهرستان سفر کنند. این بازاراز نیم قرن پیش تاکنون در روزهای یکشنبه و چهارشنبه فعالیت دارد. دام‌ها معمولاً از نقاط دیگر به کوچصفهان آورده می‌شوند و مشتریان زیادی را نیز از شهرهای دیگر به این منطقه می‌کشانند.[۱۴]

## بازار برنجلولمان
بازار بزرگ برنج پیربست لولمان بخش کوچصفهان از اهمیت خاصی برخوردار هست که در روزهای یکشنبه و چهار شنبه برپا می‌شود و در آن کشاورزان و بازاریان به معاملات برنج میپردازدند که در کل کشور مشهور است و حتی برنج شهرهای اطراف از این بازار تغذیه و به نقاط مخلف صادر می‌شود.
این بازار در ایام برداشت محصول برنج بسیار شلوغ و پر رونق می‌باشد.

## رودخانه‌ها
شاخه اصلی سفیدرود که از کنار کوچصفهان می‌گذرد، دیگر رودهایی که آب کشاورزی این بخش را تأمین می‌کند شامل رود نورود و خمام‌رود، رودخانه‌های فرعی توشاجوی، بهارجوی، میزاجوی، ادباجوی و سالارجوی است.
رودخانه‌سفید رود
رودخانهٔ سفیدرود از کوه‌های زاگرس سرچشمه می‌گیرد و پس از عبور از زنجان، رودخانهٔ شاهرود به آن می‌پیوندد و در کیاشهر به دریا می‌ریزد.
نورد norud
این نهر از کنارهٔ روستای بازقلعه از دهستان اسلام‌آباد (شاقاجی) سنگر از رودخانهٔ سفید رود انشعاب یافته و توسط کانال‌های آبرسانی پرآب شده و در امتداد شمال از مشرق روستای لاله دشت، خشت مسجد، فرشم از دهستان بلسبنهٔ کوچصفهان عبور کرده و سه شاخه از آن جدا شده که اولی از مشرق به سوی روستای گفشه در بخش لشت نشا و دومی به طرف جورکویه از دهستان نوشهر بخش خشک بیجار و سومی به سوی شهر خشک بیجار جریان می‌یابد و در انتها قبل از رسیدن به دریا به علت استفاده‌های کشاوری کلیهٔ آن‌ها تحلیل رفته و به جویبار تبدیل می‌شوند.
رودخانهٔ اُشمک ušm∂k
از محل روستای حشکوا h∂škvâ از دهستان بلسبنهٔ کوچصفهان، از سفیدرود سرچشمه گرفته و پس از اتصال آب‌های اضافهٔ کشاورزی و تعدادی از جوی‌های آبرفتی، رودخانه‌های اشمک را به وجود آورده و در سمت شرقی روستای بالا گفشه لشت نشا عبور می‌کند، دبی آن m314/4 در ثانیه است. این رودخانه شهر لشت نشا را به دو قسمت کرده و در دهستان زیباکنار به دریا می‌ریزد.
رود آرماجو ârmâju
این نهر مسیر کوتاهی دارد، در محلهٔ حشکوا از سفید رود جدا شده و در انتها به علت استفادهٔ آب کشاورزی در روستای مامودان از توابع دهستان کنارسر کوچصفهان به جویبار تبدیل می‌گردد.
تاشاجو tâšâ ju
این نهر مسیر کوتاهی دارد، در حشکوا از سفیدرود جدا شده و از شمال شرقی تا روستای لیچاه ličâ از توابع دهستان جیرهندهٔ لشت‌نشا را مشروب می‌سازد.
میرزا جو mirzâ ju
این نهر از تاشاجو جدا شده و پس از مشروب ساختن رودبارکی، پیربست لولمان، فشتم، وارد آب‌بندان روستای نوشال و ماشک سپهداری می‌شود.[۱۵]
خمام رود khomamrud
۹۰٪ اراضی (به وسعت ۳۶۳۰۰ هکتار، یعنی حدود ۴۰٪ کل اراضی سمت چپ سفیدرود است. از جنوب به کانال سمت چپ سد سنگر، از مشرق به زهکشی طبیعی گیشه دمرده، از شمال به دریای خزر و تالاب طالب آباد و از مغرب به جاده رشت- تهران و سیاهرود (رشت) و کریم نوبین جوب محدود می‌باشد) را خمام رود آبیاری می‌نماید. خمام رود که در تمام مسیر خود بستر نسبتاً عریضی دارد از محل انشعاب شیر جوب در قطعه مشترک سمت چپ سد سنگر پس از عبور از سرریزی به شکل w با نام خمام رود تا محل خمام بین رشت و انزلی جریان دارد. در خمام بعد از انشعاب گورابجیر با نام شیجان به تالاب شیجان که یکی از تالابهای کوچک تالاب انزلی است وارد می‌شود. انشعابهای کریم نوبین جوب و داوچه رود و میرزا رحمانی رود و گوراب سر و گورابجیر از سمت راست آن جدا می‌شود.[۱۶]

## شهر
- کوچصفهان

شهر کوچصفهان مرکز بخش کوچصفهان هست
- لولمان

لولمان شهری و خوش آب و هوا در بخش کوچصفهان، شهرستان رشت قرار دارد.
ابراهیم سرا: این روستا در شهر لولمان بخش کوچصفهان قرار دارد و براساس سرشماری مرکز آمار ایران در سال ۱۳۸۵، جمعیت آن ۱۱۲۱نفر (۳۲۲خانوار) بوده است. پیربست لولمان: این روستا در شهر لولمان بخش کوچصفهان قرار دارد و براساس سرشماری مرکز آمار ایران در سال ۱۳۸۵، جمعیت آن ۳۱۷۹نفر (۹۰۸خانوار) بوده است. چلک: این روستا در شهر لولمان بخش کوچصفهان قرار دارد و براساس سرشماری مرکز آمار ایران در سال ۱۳۸۵، جمعیت آن۳۰۴ نفر (۹۱خانوار) بوده است. چولاب: این روستا در شهر لولمان بخش کوچصفهان قرار دارد و براساس سرشماری مرکز آمار ایران در سال ۱۳۸۵، جمعیت آن۹۳۳ نفر (۲۹۶خانوار) بوده است. خالکی: این روستا در شهر لولمان بخش کوچصفهان قرار دارد و براساس سرشماری مرکز آمار ایران در سال ۱۳۸۵، جمعیت آن۲۶۸ نفر (۹۵خانوار) بوده است. رشت آباد: این روستا در شهر لولمان بخش کوچصفهان قرار دارد و براساس سرشماری مرکز آمار ایران در سال ۱۳۸۵، جمعیت آن۱۷۲۸ نفر (۵۳۸خانوار) بوده است. رودبارکی: این روستا در شهر لولمان بخش کوچصفهان قرار دارد و براساس سرشماری مرکز آمار ایران در سال ۱۳۸۵، جمعیت آن۱۰۹۵ نفر (۳۳۵خانوار) بوده است. طارم سر: این روستا در شهر لولمان بخش کوچصفهان قرار دارد و براساس سرشماری مرکز آمار ایران در سال ۱۳۸۵، جمعیت آن ۱۲۶۰نفر (۳۵۴خانوار) بوده است. فشتم: این روستا در شهر لولمان بخش کوچصفهان قرار دارد و براساس سرشماری مرکز آمار ایران در سال ۱۳۸۵، جمعیت آن۲۰۷۶ نفر (۶۲۹خانوار) بوده است. کتیک لاهیجان: این روستا در دهستان شهر بخش کوچصفهان قرار دارد و براساس سرشماری مرکز آمار ایران در سال ۱۳۸۵، جمعیت آن ۸۰۷نفر (۲۳۴خانوار) بوده است. کرباسده: این روستا در شهر لولمان بخش کوچصفهان قرار دارد و براساس سرشماری مرکز آمار ایران در سال ۱۳۸۵، جمعیت آن ۱۲۰۳نفر (۳۲۸خانوار) بوده است. مبارک‌آباد: این روستا در شهر لولمان بخش کوچصفهان قرار دارد و براساس سرشماری مرکز آمار ایران در سال ۱۳۸۵، جمعیت آن ۳۵۸نفر (۱۱۰خانوار) بوده است.[۱۹]

## دهستان‌ها
- دهستان کنارسر

روستاهای بخش کوچصفهان: دهستان کنار سر بخش کوچصفهان: پیر موسی: این روستا در دهستان کنار سر بخش کوچصفهان قرار دارد و براساس سرشماری مرکز آمار ایران در سال ۱۳۸۵، جمعیت آن۴۲۶ نفر (۱۲۹خانوار) بوده است. جانکبر: این روستا در دهستان کنار سر بخش کوچصفهان قرار دارد و براساس سرشماری مرکز آمار ایران در سال ۱۳۸۵، جمعیت آن ۲۶۹نفر (۷۴خانوار) بوده است. جوربیجارکل: این روستا در دهستان کنار سر بخش کوچصفهان قرار دارد و براساس سرشماری مرکز آمار ایران در سال ۱۳۸۵، جمعیت آن ۳۵۷نفر (۱۰۸خانوار) بوده است. رودکل: این روستا در دهستان کنار سر بخش کوچصفهان قرار دارد و براساس سرشماری مرکز آمار ایران در سال ۱۳۸۵، جمعیت آن ۱۳۹نفر (۴۱خانوار) بوده است. شیرایه: این روستا در دهستان کنار سر بخش کوچصفهان قرار دارد و براساس سرشماری مرکز آمار ایران در سال ۱۳۸۵، جمعیت آن ۹۹۰نفر (۲۹۲خانوار) بوده است. کنارسر: این روستا در دهستان کنار سر بخش کوچصفهان قرار دارد و براساس سرشماری مرکز آمار ایران در سال ۱۳۸۵، جمعیت آن ۱۵۷۸نفر (۴۶۹خانوار) بوده است. گراکو: این روستا در دهستان کنار سر بخش کوچصفهان قرار دارد و براساس سرشماری مرکز آمار ایران در سال ۱۳۸۵، جمعیت آن۳۷۹ نفر (۱۱۱خانوار) بوده است. گیلوادشتان: این روستا در دهستان کنار سر بخش کوچصفهان قرار دارد و براساس سرشماری مرکز آمار ایران در سال ۱۳۸۵، جمعیت آن ۱۹۹۰نفر (۶۰۰ خانوار) بوده است. مامودان: این روستا در دهستان کنار سر بخش کوچصفهان قرار دارد و براساس سرشماری مرکز آمار ایران در سال ۱۳۸۵، جمعیت آن ۴۰۳نفر (۱۲۲خانوار) بوده است. هندوانه پرده سر: این روستا در دهستان کنار سر بخش کوچصفهان قرار دارد و براساس سرشماری مرکز آمار ایران در سال ۱۳۸۵، جمعیت آن۵۷۲ نفر (۱۷۳خانوار) بوده است. [۲۰]
- دهستان بلسبنه

احمد سرا: این روستا در دهستان بلسبنه بخش کوچصفهان قرار دارد و براساس سرشماری مرکز آمار ایران در سال ۱۳۸۵، جمعیت آن ۴۷نفر (۱۳خانوار) بوده است. ایمن آباد: این روستا در دهستان بلسبنه بخش کوچصفهان قرار دارد و براساس سرشماری مرکز آمار ایران در سال ۱۳۸۵، جمعیت آن۷۴۱ نفر (۱۸۸خانوار) بوده است. بالا محله برکاده: این روستا در دهستان بلسبنه بخش کوچصفهان قرار دارد و براساس سرشماری مرکز آمار ایران در سال ۱۳۸۵، جمعیت آن۳۶۲ نفر (۱۰۷خانوار) بوده است. برکاده پایین: این روستا در دهستان بلسبنه بخش کوچصفهان قرار دارد و براساس سرشماری مرکز آمار ایران در سال ۱۳۸۵، جمعیت آن ۱۳۸۵نفر (۴۳۱خانوار) بوده است. بلسبنه: این روستا در دهستان بلسبنه بخش کوچصفهان قرار دارد و براساس سرشماری مرکز آمار ایران در سال ۱۳۸۵، جمعیت آن ۱۵۲۶نفر (۴۲۷خانوار) بوده است. پشکه: این روستا در دهستان بلسبنه بخش کوچصفهان قرار دارد و براساس سرشماری مرکز آمار ایران در سال ۱۳۸۵، جمعیت آن ۶۵۴نفر (۱۹۹خانوار) بوده است. جعفراباد: این روستا در دهستان بلسبنه بخش کوچصفهان قرار دارد و براساس سرشماری مرکز آمار ایران در سال ۱۳۸۵، جمعیت آن ۹۴۸نفر (۲۶۴خانوار) بوده است. جیرسرا: این روستا در دهستان بلسبنه بخش کوچصفهان قرار دارد و براساس سرشماری مرکز آمار ایران در سال ۱۳۸۵، جمعیت آن۸۰۷ نفر (۲۲۳ خانوار) بوده است. حسن‌آباد: این روستا در دهستان بلسبنه بخش کوچصفهان قرار دارد و براساس سرشماری مرکز آمار ایران در سال ۱۳۸۵، جمعیت آن ۳۱۴نفر (۷۶خانوار) بوده است. حشکوا: این روستا در دهستان بلسبنه بخش کوچصفهان قرار دارد و براساس سرشماری مرکز آمار ایران در سال ۱۳۸۵، جمعیت آن ۱۰۷۸نفر (۳۱۶خانوار) بوده است. خشت مسجد: این روستا در دهستان بلسبنه بخش کوچصفهان قرار دارد و براساس سرشماری مرکز آمار ایران در سال ۱۳۸۵، جمعیت آن ۹۳۵نفر (۲۹۷خانوار) بوده است. سده: این روستا در دهستان بلسبنه بخش کوچصفهان قرار دارد و براساس سرشماری مرکز آمار ایران در سال ۱۳۸۵، جمعیت آن ۲۱۷۵نفر (۵۸۶خانوار) بوده است. سیاه صوفیان: این روستا در دهستان بلسبنه بخش کوچصفهان قرار دارد و براساس سرشماری مرکز آمار ایران در سال ۱۳۸۵، جمعیت آن ۵۳۴نفر (۱۴۹خانوار) بوده است. شکار سرا: این روستا در دهستان بلسبنه بخش کوچصفهان قرار دارد و براساس سرشماری مرکز آمار ایران در سال ۱۳۸۵، جمعیت آن ۶۰۸نفر (۱۵۷خانوار) بوده است. علی سرا: این روستا در دهستان بلسبنه بخش کوچصفهان قرار دارد و براساس سرشماری مرکز آمار ایران در سال ۱۳۸۵، جمعیت آن۱۷۳ نفر (۴۷خانوار) بوده است. علی نوده: این روستا در دهستان بلسبنه بخش کوچصفهان قرار دارد و براساس سرشماری مرکز آمار ایران در سال ۱۳۸۵، جمعیت آن ۵۲۴نفر (۱۵۵ خانوار) بوده است. فشکچه: این روستا در دهستان بلسبنه بخش کوچصفهان قرار دارد و براساس سرشماری مرکز آمار ایران در سال ۱۳۸۵، جمعیت آن ۵۲۴نفر (۱۲۲خانوار) بوده است. کالمرز: این روستا در دهستان بلسبنه بخش کوچصفهان قرار دارد و براساس سرشماری مرکز آمار ایران در سال ۱۳۸۵، جمعیت آن۳۴۸ نفر (۱۰۰خانوار) بوده است. گورابسر: این روستا در دهستان بلسبنه بخش کوچصفهان قرار دارد و براساس سرشماری مرکز آمار ایران در سال ۱۳۸۵، جمعیت آن۱۰۵۸ نفر (۲۹۱خانوار) بوده است. لاله دشت: این روستا در دهستان بلسبنه بخش کوچصفهان قرار دارد و براساس سرشماری مرکز آمار ایران در سال ۱۳۸۵، جمعیت آن۷۳۸ نفر (۲۰۹خانوار) بوده است. مژده: این روستا در دهستان بلسبنه بخش کوچصفهان قرار دارد و براساس سرشماری مرکز آمار ایران در سال ۱۳۸۵، جمعیت آن۱۶۷۷ نفر (۴۲۹خانوار) بوده است. ملاسرا: این روستا در دهستان بلسبنه بخش کوچصفهان قرار دارد و براساس سرشماری مرکز آمار ایران در سال ۱۳۸۵، جمعیت آن۹۲۹ نفر (۲۶۶خانوار) بوده است. نواسطلخ: این روستا در دهستان بلسبنه بخش کوچصفهان قرار دارد و براساس سرشماری مرکز آمار ایران در سال ۱۳۸۵، جمعیت آن ۳۷۱نفر (۱۰۶خانوار) بوده است. نویده: این روستا در دهستان بلسبنه بخش کوچصفهان قرار دارد و براساس سرشماری مرکز آمار ایران در سال ۱۳۸۵، جمعیت آن ۹۸۱نفر (۲۸۳خانوار) بوده است. [۲۱]

## خاک
خاک کوچصفهان بر روی زمینی جلگه‌ای در مشرق رشت واقع شده در میان «نورود «در انتهای شرقی و «خمام رود» در حاشیه غربی ونهرهای کوچک متعددی که از سفیدرود منشعب شده به طرف دریای کاسپین سرازیر می‌شوند (مانند: توشا جوب، بهار جوب، میرزا جوب، سالار جوب و غیره …) قرار دارد و اطراف آن را شالیزارها فرا گرفته‌اند اقلیم معتدل، خاک‌های آبرفتی و حاصلخیز جلگه ای، رودخانه‌های فراوان و پرآب ناشی از بارش کافی جملگی زمینه‌ساز اصلی وطبیعی فعالیت‌های کشاورزی شده هست [۲۲]

## برنج
خاک حاصل خیز و جلگه‌ای و رودخانه‌های و رطوبت و باران فراوان موقعیت مناسب کشت برنج که شغل اصلی اکثر مردم کوچصفهان است بدل شده برنج‌هایی که در کوچصفهان کشت می‌شود از نوع صدری، هاشمی، بینام و خزر است که در اقصی‌نقاط کشور بازار دارد. مهم‌ترین محصول کشاورزی که تولید می‌شود برنج است و در تمامی روستاهای کوچصفهان کشت می‌شود. برنج‌هایی که در کوچصفهان کشت می‌شود از نوع صدری، هاشمی، بینام و خزر است که در اقصی‌نقاط کشور بازار دارد.
کشاورزی مهم‌ترین شاخص فعالیت اقتصادی در کوچصفهان است و زندگی و معاش بخش وسیعی از مردم این بخش از طریق فعالیت‌های کشاورزی تأمین می‌شود. هرچند که استان گیلان در کلیت خود به عنوان یک سرزمین حاصلخیز ومناسب فعالیت‌های کشاورزی شناخته شده است، لیکن شرایط محیطی از قبیل اقلیم، ارتفاع، جنس خاک، قابلیت دسترسی به آب که این روزها آب در همه جا به‌طور یکسان ویکنواخت فراهم نیست عملاً کشاورزان را با مشکل جدی مواجع کرده [۲۳]

## کمبود آب کشاورزی
آب که حیات همه موجودات زنده به آن وابسته است، اساس ی‌ترین عامل توسعه کشاورزی و تولید بیشتر غذا به‌شمار می‌رود کمبود آب در بخش کشاورزی منجر به پیامدهایی از جمله افزایش حمله حشرات، افزایش آفات و بیماری‌های گیاهی، افزایش شوری و در نتیجه کاهش حاصلخیزی خاک، کاهش تولیدات زراعی، دامی، باغی و همچنین کاهش تولیدات در سایر حوضه‌های دیگر بخش کشاورزی شده که همگی زمینه را برای کاهش درآمد، افزایش فقر و مهاجرت کشاورزان فراهم آورده و به عنوان چالشهایی کلی در پیش روی توسعه بخش کشاورزی مطرح هستند این امر باعث تغییر کاربری بسیاری از زمین‌های کشاورزی گردید و اکثر زمین‌های کشاورزیی به ویلا تبدیل شده‌اند
کم شده ذخیره آب پشت سد سفیدرود بزرگ‌ترین سد مخزنی گیلان به‌شمار می‌آید و احداث سدهای در بالا دست سد سفیدرود همچنین عدم لایروبی سده سپید رود از دیگر مشکلات کشاورزان می‌باشد [۲۵]
آب مهم‌ترین عامل در کشاورزی و دارای اهمیت بسیار زیاد و حیاتی در تولید برنج است با آن که گیلان از نظر منابع آب از ظرفیت بسیار بالایی برخوردار است اما به دلیل نبود تأسیسات مطمئن آبی، سالانه آب رودخانه‌های استان روانه دریا می‌شود و کشاورزان استان برای تأمین آب زراعی خود با مشکلات سهمگین مواجه می‌شوند.
عدم توزیع و پراکنش مناسب آن، سیلاب‌های مخرب، هرز رفتن آب رودخانه‌ها و ریزش آن‌ها به دریا قبل از استفاده بهینه برای مصارف کشاورزی باعث بروز حجم عظیمی از مشکلات و گرفتاری‌ها شده که کشاورزی منطقه را به شدت تحت الشعاع قرار داده است.
با اینکه در اکثر زمین‌های زراعی برنج کشت می‌شود و این گیاه نسبت به بقیه محصولات زراعی به آب بیشتری نیاز دارد این امر باعث شده که کشاورزان برنج کار گیلانی با مشکلاتی مانند کاهش عملکرد، کاهش درآمد، کاهش سطح زیر کشت و غیره مواجه شوند.[۲۶]